# Katie Hopkins

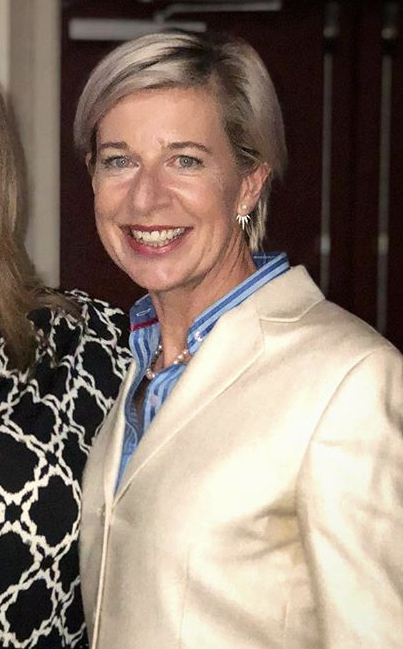
Hopkins, 2018

Katie Olivia Hopkins (* 13. Februar 1975 in Barnstaple, Devon, England) ist eine britische, politisch rechtsaußen stehende Kommentatorin, Kolumnistin und Medien-Persönlichkeit. Sie wurde 2007 durch die dritte Staffel der britischen Version von The Apprentice bekannt. In der Folge arbeitete sie als Kolumnistin für die Online-Ausgabe der Daily Mail  und hatte von 2016 bis 2017 eine eigene Talkshow bei LBC Radio.  Außerdem hatte sie 2015 eine eigene Fernsehshow If Katie Hopkins Ruled the World auf TLC. Sie nahm an britischen Reality-TV-Sendungen wie I'm a Celebrity...Get Me Out of Here! (2007) und Celebrity Big Brother (2015) teil.

## Leben
Ihr Vater war Elektrotechnikingenieur für die örtliche Elektrizitätsbehörde und ihre Mutter Bankangestellte. Sie hat eine ältere Schwester. Sie wuchs in Bideford auf und besuchte im Alter von 3 bis 16 Jahren eine private Klosterschule. Sie betrieb Sport und lernte Klavier und Geige. Als Kind glaubte sie, sie würde irgendwann „der Oberst der Streitkräfte sein. Ich liebte das Militär. Ich liebte die Disziplin, die Strenge, die großen schreienden Männer.“
Hopkins teilte Sathnam Sanghera von The Times im Juni 2015 mit, dass sie sich am Magdalen College in Oxford für ein Studium der Philosophie, Politik und Wirtschaft (PPE) beworben habe und beim Bewerbungsgespräch gescheitert sei. Sie scheiterte daran, dass es ihr an „ein bisschen Coaching mangelte“, und studierte stattdessen Wirtschaftswissenschaften an der University of Exeter. Sie hatte das Gefühl, dass sich ihre Zeit an der Universität durch die finanzielle Unterstützung des Intelligence Corps der British Army „rentierte“, und verbrachte dort ihre Wochenenden. Sie fand es „sehr lustig, mit Waffen in Wäldern herumzuliegen und sich dabei blendend zu amüsieren“.
Sie absolvierte ihre militärische Ausbildung an der Royal Military Academy Sandhurst, erlitt jedoch während einer Abschlusszeremonie kurz vor Ende ihrer militärischen Ausbildung einen epileptischen Anfall und konnte daher ihre militärische Karriere nicht fortsetzen. Hopkins sagte, sie habe ihre Epilepsie geheim gehalten, während sie Sandhurst besuchte, da man sie sonst nicht zum Militär zugelassen hätte. Stattdessen wechselte sie zu einer Unternehmensberatung und zog nach Manhattan in New York City, bevor sie 2005 nach Großbritannien zurückkehrte. Im September 2006 wechselte sie zum Met Office als globale Markenberaterin. Für die Teilnahme an der britischen Ausgabe der Fernsehsendung The Apprentice ließ sie sich beurlauben.
Aufgrund von Hopkins Äußerungen gegen Ausländer, Homosexuelle, Epileptiker, Übergewichtige und auch rothaarige Kinder legte der britische YouTuber Josh Pieters Hopkins im Januar 2020 mit der Verleihung eines fingierten Preises 'Campaign to Unify the Nation Trophy' (CUNT, deutsch „Kampagne zur Vereinigung der Nation“-Trophäe) rein. Dazu flog Pieters mit Hopkins nach Prag, wo sie den Preis entgegennahm und eine Rede hielt, während die Initialen des fiktiven Preises im Hintergrund deutlich sichtbar waren und das Schimpfwort „CUNT“, ein vulgärer englischer Ausdruck für Vagina, bildeten. In ihrer Rede äußerte sich Hopkins unter anderem gegen Ausländer und andere Religionen: „Wenn Sie auf einem Schulhof in Großbritannien 'Mohammed' rufen, kommen 2000 Kinder angerannt, und man will keines von ihnen“, „Epileptiker sind alles Verrückte, genau so wie die Asiaten“ und „Muslime vergewaltigen ihre eigene Mutter“. Pieters lud den Streich am selben Tag auf seinen YouTube-Kanal hoch, an dem Hopkins von Twitter wegen Verstoßes gegen seine Anti-Hass-Regeln suspendiert wurde.
Im Juli 2021 wurde sie aus Australien ausgewiesen, weil sie im Internet damit geprahlt hatte, Quarantäne-Regeln zu brechen. So habe sie Essenslieferanten die Tür ihres Hotelzimmers ohne Mund-Nasen-Bedeckung geöffnet.